# فرودگاه لزم
فرودگاه لزم (به انگلیسی: Lethem Airport) یک فرودگاه همگانی با کد یاتا LTM است که یک باند فرود آسفالت دارد و طول باند آن ۱۸۲۴ متر است. این فرودگاه در کشور گویان قرار دارد و در ارتفاع ۱۰۷ متری از سطح دریا واقع شده‌است.